# Nothrus perezinigoi
Nothrus perezinigoi är en kvalsterart som beskrevs av Sandór Mahunka 1980. Nothrus perezinigoi ingår i släktet Nothrus och familjen Nothridae. Inga underarter finns listade i Catalogue of Life.